# Верменич Ярослава Володимирівна
Верменич Ярослава Володимирівна (нар. 1 травня 1967 р., Київ) — український історик та дослідниця проблем історичної регіоналістики України, історії та культури України ХХ ст., теорії та методології історичних досліджень,  доктор історичних наук (2005), Заслужений діяч науки і техніки України (2011). професор (2013), член-кореспондент НАН України (2021).
Дочка Володимира Верменича.

## Навчання
В 1988 р. Я.Верменич закінчила бібліотечний факультет Київського державного інституту культури.
А в 1993 р. — на кафедрі історії України Київського державного педагогічного інституту іноземних мов закінчила аспірантуру та захистила кандидатську дисертацію «Здійснення українізації у 20–30-х роках: політичні і культурні аспекти проблеми». Науковий керівник — доктор історичних наук Юрій Іларіонович Терещенко.

## Наукова діяльність
Перші два роки Я.Верменич працювала науковим співробітником, а потім — з 1995 по 2005 рр. — старшим науковим співробітником відділу регіональних проблем історії України Інституту історії України НАН України.
У жовтні 2002 р. була обрана секретарем експертної ради з історичних наук ВАК України. В жовтні 2004 р. була переобрана до ради як член.
В 2005 році вона захистила докторську дисертацію на тему «Історична регіоналістика в Україні: теоретико-методологічні проблеми» (науковий консультант — академік НАН України Петро Тимофійович Тронько) та обійняла посаду провідного наукового співробітника відділу регіональних проблем історії України Інституту історії України НАН України.
Через рік — в 2006 р. Ярослава Володимирівна стала керівником Центру теоретико-методологічних проблем історичної регіоналістики Інституту історії України НАН України.
Автор понад 100 наукових праць.

## Нагороди та відзнаки
- 2000—2001 рр. — відзначена стипендією Президента України для молодих учених.
- 2005 р. — нагороджена Грамотою Верховної Ради України (2005)[1].
- Почесний краєзнавець України (2017)
- Орден княгині Ольги III ступеня (2020)[2]

## Перелік публікацій
- Верменич Я. В. Феном пограниччя: Крим і Донбас в долі України / Відп. ред. В. А. Смолій. НАН України. Інститут історії України, Відділ історичної регіоналістики. – К.: Інститут історії України, 2018. – 369 с
- Верменич Я. В. Історична регіоналістика: навчальний посібник / Відп. ред. В. А. Смолій. — К.: Інститут історії України НАНУ, 2014. — 412 с.
- Верменич Я. В. Історична регіоналістика в Україні: теоретико-методологічні проблеми //Автореферат дисертації на здобуття наукового ступеня доктора історичних наук. — інститут Історії України НАН України. — Київ, 2005. — 27с.
- Верменич Я. В. Історична регіоналістика в Україні: Спроба концептуального аналізу. — К.: Ін-т історії України НАН України, 2001. — 231 с.
- Верменич Я. В., Андрощук О. В. Зміни адміністративно-територіального устрою України ХХ–ХХІ ст. / Відп. ред. Г. В. Боряк. НАН України. Інститут історії України. — К.: Інститут історії України, 2014. — 182 с. ISBN 978-966-02-7312-2.
- Верменич Я. В. Теоретико-методологічні проблеми історичної регіоналістики в Україні / Наук. ред. П. Т. Тронько. НАН України. Інститут історії України. — К.: Інститут історії України, 2003. — 516 с.
- Верменич Я. В. Роль і місце історичної регіоналістики в системі соціогуманітарних наук /Я. В. Верменич // Історія України. Маловідомі імена, події, факти: Зб. статей. — Вип. 20–21. — К., 2002. — С. 79 — 94.
- Верменич Я. В. Історична урбаністика в Україні: теорія містознавства і методика літочислення / НАН України. Інститут історії України; Сектор теоретико-методологічних проблем історичної регіоналістики. — К.: Інститут історії України, 2011. — 306 с.
- Верменич Я. В. Початки національної історичної науки: київські центри регіональних досліджень у 50–70-х рр. ХІХ ст./ В. Я. Верменич. — К.: Інститут історії України НАНУ, 1997. — 43 с.